# Kep1going
Kep1going es el primer álbum de estudio en japonés del grupo femenino surcoreano Kep1er. Fue lanzado por Ariola Japan y Wake One Entertainment el 8 de mayo de 2024. El álbum, editado en doce versiones, contiene dieciocho canciones, incluido el sencillo principal titulado «Straight Line», el que fue prelanzado el 24 de abril de 2024.

## Antecedentes y lanzamiento
El 14 de febrero de 2024, el sello discográfico de Kep1er anunció el lanzamiento de su primer álbum de estudio para la industria japonesa para el día 8 de mayo de 2024, bajo el título de Kep1going, el que viene a coronar la trilogía de álbumes sencillos lanzados en los últimos años en Japón, finalizado con Fly-High en noviembre de 2023.
Tras el anuncio, el grupo realizó un grupo de presentaciones en Japón denominado JAPAN FAN CONCERT 2024 'FLY-HIGH', el que consideró cuatro fechas, dos en el Makuhari Messe en Chiba, el 23 y 25 de febrero; y en el World Memorial Hall de Kōbe, el 2 y 3 de marzo de 2024, reuniendo a más de 30,000 espectadores en total.
El 27 de marzo de 2024, fue anunciado el listado oficial de canciones del nuevo álbum, destacando cinco nuevas pistas, incluido el sencillo principal, «Straight Line», la pista «Don't Lose Your Smile», además de tres canciones interpretadas en subunidades de tres miembros cada una: «Celebrate», «Highlight» y «Cruise».
El 24 de abril de 2024 fue lanzado el sencillo principal titulado «Straight Line», junto a su vídeo musical, mientras que el 8 de mayo de 2024, el álbum fue publicado en formato físico, digital y en todas sus versiones.

## Lista de canciones
| CD (digital / Edición limitada B) |                                                    |                                                                         | |                                                |          |  |
| N.º                               | Título                                             | Letras                                                                  | Música | Arreglos                                       | Duración |  |
| 1.                                | «Straight Line»                                    | Ellie Love, Mashiro, Rose Blueming, Yu Sena                             | Jung Hohyun (e.one), JJEAN, Andy Love | Jung Hohyun (e.one)                            | 2:45     |  |
| 2.                                | «Grand Prix»                                       | Rose Blueming, Yu Sena, Hiyori Nara                                     | Al Swettenham, Caroline Gustavsson, Kyler Niko | Geek Boy                                       | 3:07     |  |
| 3.                                | «We Fresh» (japanese version)                      | KZ, B.O.                                                                | KZ, Nthonius, Meisobo, B.O. | Nthonius, Meisobo                              | 3:16     |  |
| 4.                                | «Up!» (japanese version)                           | Glory Face (Full8loom), Jinli (Full8loom)                               | Glory Face, Jinli | Glory Face, Harry                              | 3:12     |  |
| 5.                                | «Wa Da Da» (japanese version)                      | Hwang Yubin, ODAL PARK, Lee Seu-Ran, Kako, ELLEY, Ryo Ito               | BuildingOwner (PRISMFILTER), Elum (PRISMFILTER), Shannon                                                                                          | BuildingOwner (PRISMFILTER)                    | 3:04     |  |
| 6.                                | «MVSK» (japanese version)                          | Jeong Hohyeon (e.one)                                                   | Jeong Hohyeon (e.one) | Jeong Hohyeon (e.one)                          | 3:10     |  |
| 7.                                | «Celebrate» (Dayeon, Hikaru & Youngeun)            | Yu Sena                                                                 | Willie Weeks, Paulina 'PAU' Cerrilla, Kyler Niko                                                                                                  | Willie Weeks                                   | 3:20     |  |
| 8.                                | «Highlight» (Mashiro, Chaehyun & Huening Bahiyyih) | MINAMI, Hiyori Nara                                                     | Johan Gustafsson, Maia Wright, BLVSH | Johan Gustafsson                               | 3:33     |  |
| 9.                                | «Cruise» (Yujin, Xiaoting & Yeseo)                 | Hiyori Nara                                                             | FLUM3N, Maria Marcus, chegim | FLUM3N, chegim                                 | 3:19     |  |
| 10.                               | «Giddy» (japanese version)                         | Hwang Yu Bin, Hiyori Nara                                               | STAINBOYS (Room01), Alina Smith (LYRE), Annalise Morelli (LYRE), Gino Barleta, Justin Reinstein, Anna Timgren, Charlotte Wilson, JJean, Isa Guera | STAINBOYS (Room01)                             | 3:04     |  |
| 11.                               | «Galileo» (japanese version)                       | Seo Ji Eum, Yu Sena, Rose Blueming, Kana Kaizumi                        | Yejune Synn (SNNNY), Josh Fountain, Lauren Aquilina, Marcus Andersson, HERO (SNNNY), deeno (SNNNY)                                                | SNNNY, Josh Fountain                           | 3:09     |  |
| 12.                               | «Wing Wing»                                        | B.O, KZ                                                                 | B.O, KZ, Meisobo, Nthonius | Meisobo, Nthonius                              | 3:15     |  |
| 13.                               | «I Do! Do You?»                                    | TSINGTAO, Ryo Ito                                                       | Jonatan Gusmark, Ludvig Evers, Emily Yeonseo Kim, Cazzi Opeia, Ellen Berg                                                                         | Moonshine                                      | 3:34     |  |
| 14.                               | «Sugar»                                            | Hiyori Nara                                                             | Matthew Tishler, Cozi Zuehlsdorff | Matthew Tishler, Cozi Zuehlsdorff              | 2:34     |  |
| 15.                               | «Don't Lose Your Smile»                            | Yu Sena, Mashiro                                                        | KZ, Kim Tae-Yeong, Charlotte Wilson, Rachael Chevlin                                                                                              | KZ, Kim Tae-Yeong                              | 3:26     |  |
| 16.                               | «Wa Da Da (IMLAY Remix)» (japanese version)        | Hwang Yubin, ODAL PARK, Lee Seu-Ran, Kako, ELLEY, Ryo Ito               | BuildingOwner (PRISMFILTER), Elum (PRISMFILTER), Shannon                                                                                          | IMLAY                                          | 3:16     |  |
| 17.                               | «Daisy»                                            | Aaron Kim, Ashe Ahn, Ejae, Ghostchild LTD, Isaac Han, Nicole Kole Cohen | Ejae, Ryo Ito, Tsingtao | Aaron Kim, Ashe Ahn, Ghostchild LTD, Isaac Han | 2:56     |  |
| 18.                               | «Together Forever»                                 | Jinli (Full8loom), MINAMI                                               | Jinli (Full8loom), Gloryface (Full8loom), Gayeong Kim                                                                                             | Gloryface (Full8loom), Gayeong Kim             | 3:31     |  |
| 57:34                             |                                                    |                                                                         | |                                                |          |  |

| CD (regular / Edición limitada A) |                                             |                                                                         | |                                                |          |  |
| N.º                               | Título                                      | Letras                                                                  | Música | Arreglos                                       | Duración |  |
| 1.                                | «Straight Line»                             | Ellie Love, Mashiro, Rose Blueming, Yu Sena                             | Jung Hohyun (e.one), JJEAN, Andy Love | Jung Hohyun (e.one)                            | 2:45     |  |
| 2.                                | «Grand Prix»                                | Rose Blueming, Yu Sena, Hiyori Nara                                     | Al Swettenham, Caroline Gustavsson, Kyler Niko | Geek Boy                                       | 3:07     |  |
| 3.                                | «We Fresh» (japanese version)               | KZ, B.O.                                                                | KZ, Nthonius, Meisobo, B.O. | Nthonius, Meisobo                              | 3:16     |  |
| 4.                                | «Up!» (japanese version)                    | Glory Face (Full8loom), Jinli (Full8loom)                               | Glory Face, Jinli | Glory Face, Harry                              | 3:12     |  |
| 5.                                | «Wa Da Da» (japanese version)               | Hwang Yubin, ODAL PARK, Lee Seu-Ran, Kako, ELLEY, Ryo Ito               | BuildingOwner (PRISMFILTER), Elum (PRISMFILTER), Shannon                                                                                          | BuildingOwner (PRISMFILTER)                    | 3:04     |  |
| 6.                                | «MVSK» (japanese version)                   | Jeong Hohyeon (e.one)                                                   | Jeong Hohyeon (e.one) | Jeong Hohyeon (e.one)                          | 3:10     |  |
| 7.                                | «Giddy» (japanese version)                  | Hwang Yu Bin, Hiyori Nara                                               | STAINBOYS (Room01), Alina Smith (LYRE), Annalise Morelli (LYRE), Gino Barleta, Justin Reinstein, Anna Timgren, Charlotte Wilson, JJean, Isa Guera | STAINBOYS (Room01)                             | 3:04     |  |
| 8.                                | «Galileo» (japanese version)                | Seo Ji Eum, Yu Sena, Rose Blueming, Kana Kaizumi                        | Yejune Synn (SNNNY), Josh Fountain, Lauren Aquilina, Marcus Andersson, HERO (SNNNY), deeno (SNNNY)                                                | SNNNY, Josh Fountain                           | 3:09     |  |
| 9.                                | «Wing Wing»                                 | B.O, KZ                                                                 | B.O, KZ, Meisobo, Nthonius | Meisobo, Nthonius                              | 3:15     |  |
| 10.                               | «I Do! Do You?»                             | TSINGTAO, Ryo Ito                                                       | Jonatan Gusmark, Ludvig Evers, Emily Yeonseo Kim, Cazzi Opeia, Ellen Berg                                                                         | Moonshine                                      | 3:34     |  |
| 11.                               | «Sugar»                                     | Hiyori Nara                                                             | Matthew Tishler, Cozi Zuehlsdorff | Matthew Tishler, Cozi Zuehlsdorff              | 2:34     |  |
| 12.                               | «Don't Lose Your Smile»                     | Yu Sena, Mashiro                                                        | KZ, Kim Tae-Yeong, Charlotte Wilson, Rachael Chevlin                                                                                              | KZ, Kim Tae-Yeong                              | 3:26     |  |
| 13.                               | «Wa Da Da (IMLAY Remix)» (japanese version) | Hwang Yubin, ODAL PARK, Lee Seu-Ran, Kako, ELLEY, Ryo Ito               | BuildingOwner (PRISMFILTER), Elum (PRISMFILTER), Shannon                                                                                          | IMLAY                                          | 3:16     |  |
| 14.                               | «Daisy»                                     | Aaron Kim, Ashe Ahn, Ejae, Ghostchild LTD, Isaac Han, Nicole Kole Cohen | Ejae, Ryo Ito, Tsingtao | Aaron Kim, Ashe Ahn, Ghostchild LTD, Isaac Han | 2:56     |  |
| 15.                               | «Together Forever»                          | Jinli (Full8loom), MINAMI                                               | Jinli (Full8loom), Gloryface (Full8loom), Gayeong Kim                                                                                             | Gloryface (Full8loom), Gayeong Kim             | 3:31     |  |
| 43:56                             |                                             |                                                                         | |                                                |          |  |

## Historial de lanzamiento
| País  | Fecha             | Formato                         | Sello                                |
| ----- | ----------------- | ------------------------------- | ------------------------------------ |
| Japón | 8 de mayo de 2024 | CD, descarga digital, streaming | Ariola Japan, Wake One Entertainment |